# 若狭本郷駅
若狭本郷駅（わかさほんごうえき）は、福井県大飯郡おおい町本郷にある、西日本旅客鉄道（JR西日本）小浜線の駅である。

## 歴史

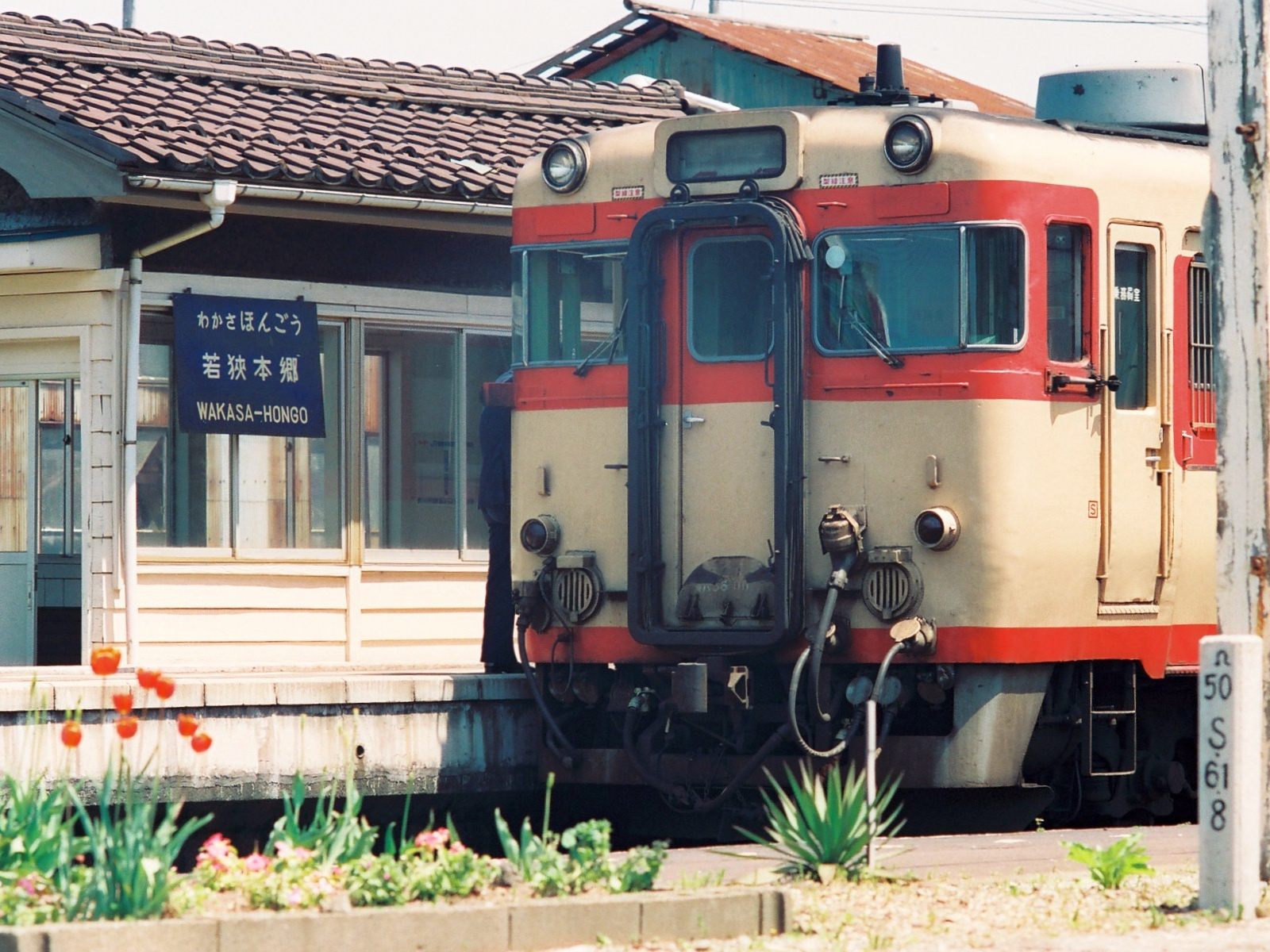
ホームと列車（1988年）

- 1921年（大正10年）4月3日：官設鉄道（後に日本国有鉄道）小浜線の小浜駅 - 若狭高浜駅間延伸に伴い開業[1][2][3][4]。旅客および貨物の取扱を開始[5]。
- 1973年（昭和48年）3月15日：貨物の取扱を廃止[5]。
- 1984年（昭和59年）2月1日：荷物扱い廃止[5]。
- 1987年（昭和62年）4月1日：国鉄分割民営化により西日本旅客鉄道の駅となる[3][5]。
- 1991年（平成3年）7月17日：駅舎移築[3][6]。
- 1999年（平成11年）10月14日：中部の駅百選に選定される[3]。
- 2025年（令和7年）3月10日：みどりの窓口の営業を終了[7]。
- 時期未定：簡易委託を解除し、無人化（予定）[8]。

## 駅構造
相対式ホーム2面2線で列車交換設備を有する地上駅。駅舎側のホームの方が2番のりば（上りホーム）で、1番のりば（下りホーム）へは跨線橋で連絡している。線路は両開きになっており、進行方向左側のホームに発着する。
おおい町内にある唯一の駅である。金沢支社が管理し、おおい町観光協会が駅管理および窓口業務を受託する簡易委託駅である。簡易委託駅であるが、改札業務が行われ、過去にはみどりの窓口が設置されていた。なお、西日本旅客鉄道金沢支社は2030年度までにみどりの窓口ならびに委託業務を廃止し無人化する方針としており、みどりの窓口は2025年（令和7年）3月10日に営業を終了。また、みどりの窓口の営業終了以降は、指定席券類の購入は不可となる。
駅舎は、1990年（平成2年）に開催された国際花と緑の博覧会（花博）で展示されていた「風車の駅」を移築したもので、「風車会館」とも呼ばれている。移築時に木造から骨組みだけ鉄骨造に作り替えたものの、平屋建ての延床面積330 m2である。また、国道27号に面した「情報交差点ぽーたる」には、花博で走行した「ドリーム・エキスプレス義経号」のレプリカが展示されている。

### のりば
| のりば | 路線    | 方向 | 行先           |
| ------ | ------- | ---- | -------------- |
| 1      | ■小浜線 | 下り | 小浜・敦賀方面 |
| 2      | ■小浜線 | 上り | 東舞鶴方面     |

付記事項
接近メロディはオリジナル曲である
列車に関して
- かつて運行された「わかさ」などの急行列車は当駅に停車していた。なお、急行「わかさ」の廃止後は、小浜まで延長運転を行った特急「まいづる」が停車していた。
- 優等列車の廃止後は臨時快速が日曜・祝日を中心に運行されたことがあり、同列車も当駅に停車した。

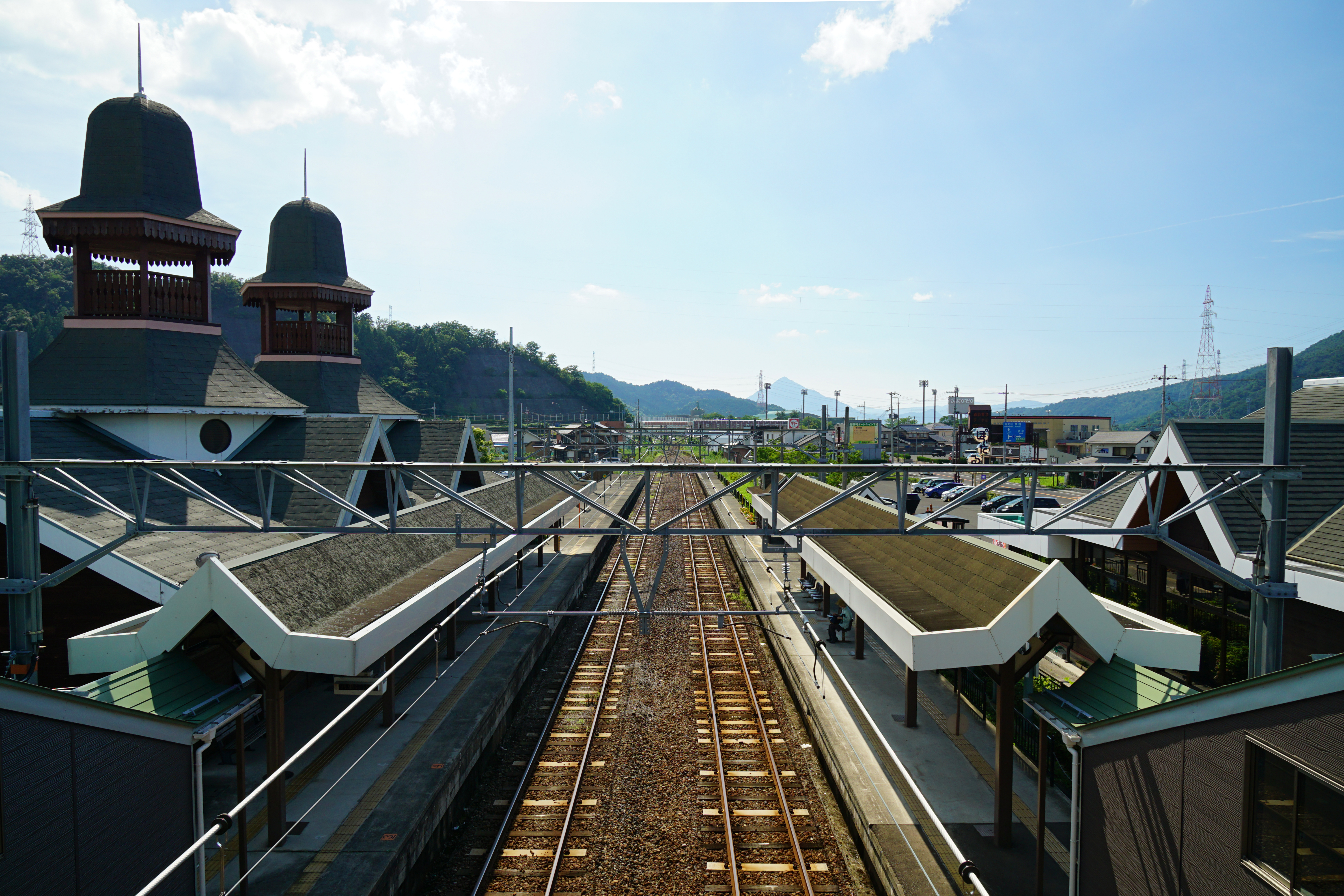
ホーム（2015年7月）
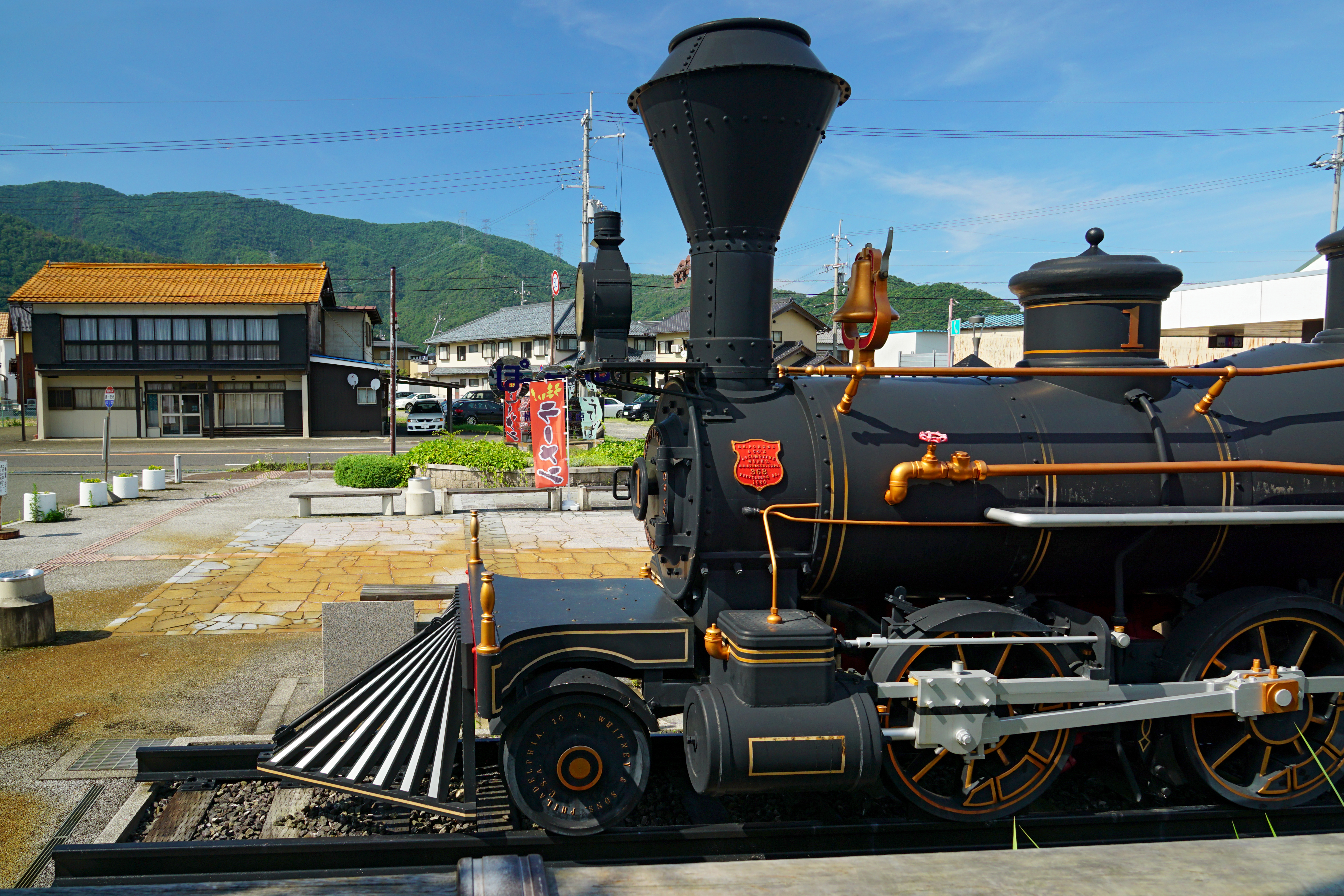
駅前に設置された義経号レプリカ

## 利用状況
JR西日本の移動等円滑化取組報告書によると、2023年（令和5年）度の1日平均乗降人員は462人である。
「福井県統計年鑑」によれば、近年の1日平均乗車人員は以下の通り。
| 年度               | 定期外 | 定期 | 総数 |
| ------------------ | ------ | ---- | ---- |
| 1997年（平成09年） | 145    | 328  | 473  |
| 1998年（平成10年） | 144    | 328  | 472  |
| 1999年（平成11年） | 137    | 317  | 454  |
| 2000年（平成12年） | 121    | 334  | 455  |
| 2001年（平成13年） | 117    | 342  | 459  |
| 2002年（平成14年） | 119    | 353  | 472  |
| 2003年（平成15年） | 102    | 338  | 440  |
| 2004年（平成16年） | 90     | 313  | 403  |
| 2005年（平成17年） | 91     | 282  | 373  |
| 2006年（平成18年） | 90     | 289  | 379  |
| 2007年（平成19年） | 88     | 286  | 374  |
| 2008年（平成20年） | 91     | 256  | 347  |
| 2009年（平成21年） | 94     | 240  | 333  |
| 2010年（平成22年） | 88     | 248  | 336  |
| 2011年（平成23年） | 81     | 259  | 340  |
| 2012年（平成24年） | 80     | 264  | 344  |
| 2013年（平成25年） | 87     | 274  | 361  |
| 2014年（平成26年） | 74     | 259  | 333  |
| 2015年（平成27年） | 83     | 246  | 329  |
| 2016年（平成28年） | 74     | 239  | 313  |
| 2017年（平成29年） | 76     | 223  | 299  |
| 2018年（平成30年） | 73     | 223  | 297  |
| 2019年（令和元年） | 72     | 209  | 281  |

## 駅周辺

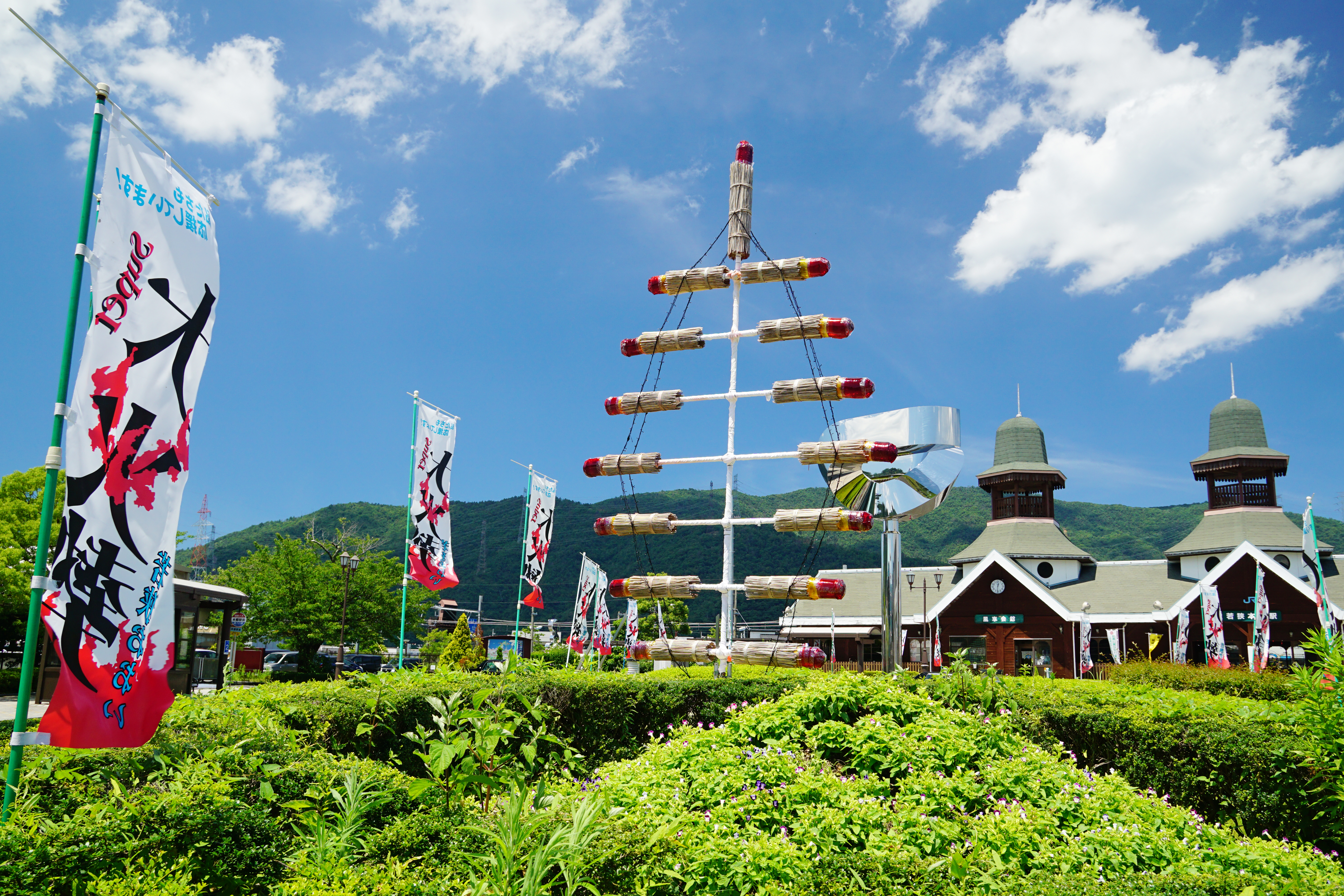
駅前のモニュメント

国道27号沿いにあるが、駅舎はその反対側にある。駅舎側（駅南側）には役場・駐在所・消防署分署・金融機関の支店がある。駅付近は民家が密集するが、田畑が残っている所もある。駅から南へ抜けるとあみーシャン大飯を経て、若狭西部広域農道に至る。なお、若州一滴文庫は前述した広域農道から南へ下った所にある。
駅北側には「情報交差点ぽーたる」という情報案内所があり、その案内所の前には義経号（国鉄7100形蒸気機関車）のレプリカがある。国道沿いには商店が所々に点在し、駅の西側には総合運動公園・郷土史料館・図書館がある。
- おおい町役場
- 情報交差点ぽーたる
- 若狭消防組合若狭消防署大飯分署
- 小浜信用金庫大飯支店
- 福井県農業協同組合大飯支店
- 小浜警察署大飯駐在所
- おおい町総合運動公園[17] - 愛称は「プレーパーク大飯」。
- うみんぴあ大飯 - 道の駅・みなとオアシス
- 国道27号
- 福井県道・京都府道1号小浜綾部線
- 福井県道241号赤礁崎公園線
- 福鉄バス「ぽーたる」停留所 - 大島線の全便と本郷線の一部が経由。

## バス路線
駅前ロータリー内に「本郷駅前」停留所があり、 福鉄バスの本郷線と大島線が発着する。

## 隣の駅
西日本旅客鉄道（JR西日本）
■小浜線
加斗駅 - 若狭本郷駅 - 若狭和田駅